# ليون أوسبورن
ليون أوسبورن (بالإنجليزية: Leon Osborne)‏ (28 أكتوبر 1989 بدونكاستر في المملكة المتحدة - ) هو لاعب كرة قدم بريطاني في مركز الهجوم. لعب مع برادفورد سيتي ونادي ساوثبورت ونادي هاروجيت تاون وBuxton F.C. ‏.

## وصلات خارجية
- ليون أوسبورن على موقع قاعدة بيانات كرة القدم.إي يو (الإنجليزية)
- ليون أوسبورن على موقع Soccerbase.com (لاعب) (الإنجليزية)